# Bryan Daniel O’Connor
Bryan Daniel O’Connor (Orange, Kalifornia, 1946. szeptember 6.–) amerikai mérnök, űrhajós, ezredes.

## Életpálya
1968-ban a Haditengerészet Akadémiáján (US Navy) szerzett légiforgalmi mérnöki oklevelet. 1970-ben a West Egyetemen (Florida) repüléstechnikai rendszerekből vizsgázott. 1970-ben kapott pilóta jogosítványt. Szolgálati repülőgépei az A–4E és az A–4F Skyhawk voltak. Pilóta oktatással bízták meg, utána szolgált Japánban és Dél-Koreában. Hat hónapot szolgált a Földközi-tengeren, az USS Guam fedélzetén. 1975-ben szerzett tesztpilóta engedélyt, 1977-1979 között tesztpilótaként szolgált. Legfőbb feladata az AV–8 Harrier fejlesztésének segítése volt. Több mint 5000 órát töltött a levegőben (repülő/űrrepülő).
1980. május 19-től a Lyndon B. Johnson Űrközpontban részesült űrhajóskiképzésben. Kiképzett űrhajósként tagja volt az STS–3, STS–5 és  STS–9 támogató (tanácsadó, problémamegoldó) csapatának. 1986-tól az űrrepüléssel kapcsolatban asszisztens, majd igazgató. Két űrszolgálata alatt összesen 15 napot, 23 órát és 18 percet (383 óra) töltött a világűrben. Űrhajós pályafutását 1991. július 29-én fejezte be. 1991-ben egy tengeri különítmény parancsnoka. 1992-től  a NASA Space Shuttle programjának igazgatója. Moszkvában személyesen tárgyalt a Space Shuttle/Mir űrprogram megvalósításáról. 1993-1994 között a Nemzetközi Űrállomás Program igazgatója. 1994-1996 között a Space Shuttle program igazgatója. Szolgálati ideje alatt 3,5 milliárd dolláros költségvetés mellett 27 000 ember és vállalkozás dolgozott az elérendő célok érdekében. Biztonságosan teljesített 12 űrrepülést, benne az első három járatot a Mir űrállomásra. Ötéves költségvetési programjában egy milliárd dollárt takarított meg, a programok teljesítése mellett. Szigorú biztonsági előírásokat fejlesztett, a katasztrófák elkerülésére. 1996-tól Washingtonban az űrrepülési műveletek elnöke, repülőgép tanácsadó. 2002-ig Angliában az új típusú léghajók kialakításának tanácsadója. 2011-től a NASA központjában az űrrepülések biztonságáért felelős vezető.

## Űrrepülések
- STS–61–B, az Atlantis űrrepülőgép 2. repülésének pilótája. Három műholdat helyeztek pályairányba. Egy űrszolgálata alatt összesen 6 napot, 21 órát, 4 percet és 49 másodpercet (165 óra) töltött a világűrben. 4 568 883 kilométert (2 466 956 mérföldet) repült, 109 alkalommal kerülte meg a Földet.
- STS–61–M küldetés pilótájának jelölték, de a programot a Challenger-katasztrófa miatt törölték.
- STS–40, a Columbia űrrepülőgép 11. repülésének parancsnoka. A Spacelab mikrogravitációs laboratóriumban a legénység, 12 órás váltásokban biológiai -, orvosi illetve további kísérleteket hajtott végre, többek között 30 rágcsálón és több ezer kis medúzán. Egy űrszolgálata alatt összesen 9 napot, 2 órát és 14 percet (218 óra) töltött a világűrben. 6 083 223 kilométert (3 779 940 mérföldet) repült, 146 kerülte meg a Földet.